# V439 Девы
V439 Девы (лат. V439 Virginis) — одиночная переменная звезда в созвездии Девы на расстоянии приблизительно 270 световых лет (около 82,9 парсек) от Солнца. Визуальная звёздная величина звезды — от +16,41m до +16,26m.
Открыта Жилем Фонтеном и др. в 2003 году*.

## Характеристики
V439 Девы — белый карлик, пульсирующая переменная звезда типа ZZ Кита (ZZA) спектрального класса DA4,3, или DA. Масса — около 0,553 солнечной, радиус — около 0,014 солнечного, светимость — около 0,00246 солнечной. Эффективная температура — около 11017 K.